# Lonely Among Us
"Lonely Among Us" é o sétimo episódio da primeira temporada da série de ficção científica estadunidense Star Trek: The Next Generation. Foi exibido pela primeira vez nos Estados Unidos por redifusão em 2 de novembro de 1987, tendo sido escrito por D. C. Fontana a partir de uma história de Michael Halperin e dirigido por Cliff Bole. The Next Generation se passa no século XXIV e acompanha as aventuras da tripulação da nave estelar USS Enterprise-D. Neste episódio, enquanto a Enterprise segue para uma importante conferência interplanetária, uma entidade não corpórea assume o controle de diversos tripulantes.
A história original de Halperin tinha um subenredo diferente envolvendo um problema no motor de dobra da Enterprise, enquanto a conferência diplomática foi adicionada posteriormente por Fontana. As maquiagens dos alienígenas selay e anticanos foram criadas pelo ilustrador Andrew Probert e pelo maquiador Michael Westmore, com este episódio tendo sido sua única grande aparição em Star Trek. "Lonely Among Us" teve bons números de audiência quando foi exibido pela primeira vez, porém teve uma recepção negativa da crítica, que achou que o roteiro era ruim e o subenredo da conferência desinteressante.

## Enredo
A USS Enterprise está à caminho de uma conferência diplomática levando representantes de dois planetas em guerra, os reptilianos selay e os caninos anticanos. A nave passa por uma estranha nuvem de energia e o tenente Worf, sem que outros percebam, é atingido por uma estranha descarga de energia, tornando-o violento. Ele é sedado e examinado pela doutora Beverly Crusher, mas esta é infundida com a energia e começa agir de forma estranha, fazendo perguntas sobre questões navegacionais. Esse comportamento passa quando a energia salta dela para um console da ponte de comando.
A nave começa a enfrentar problemas e o capitão Jean-Luc Picard envia o engenheiro assistente Singh para investigar, mas este é posteriormente encontrado morto perto de um console. Picard ordena uma investigação e considera os representantes alienígenas como os principais suspeitos, porém o tenente-comandante Data conclui que eles não são os responsáveis. Enquanto isso, a conselheira Deanna Troi usa hipnose em Worf e Crusher, descobrindo que ambos foram invadidos por uma entidade. A Enterprise sai de velocidade de dobra e a energia estranha se transfere para Picard. A tripulação da ponte começa a suspeitar dele quando a nave volta a funcionar e Picard ordena que voltem para a nuvem.
Picard anuncia que a Enterprise pegou uma entidade na nuvem e que agora ele e a entidade são um só. Picard ataca a tripulação e se teletransporta para a nuvem. A tripulação passa horas procurando em vão por ele, mas Troi sente que ele está por perto e Picard consegue enviar um sinal pelos computadores da Enterprise. Data consegue reverter o teletransporte e reconstituir Picard sem a entidade, determinando que ele está bem novamente. A Enterprise então prossegue para a conferência diplomática.

## Produção

### Roteiro e elenco

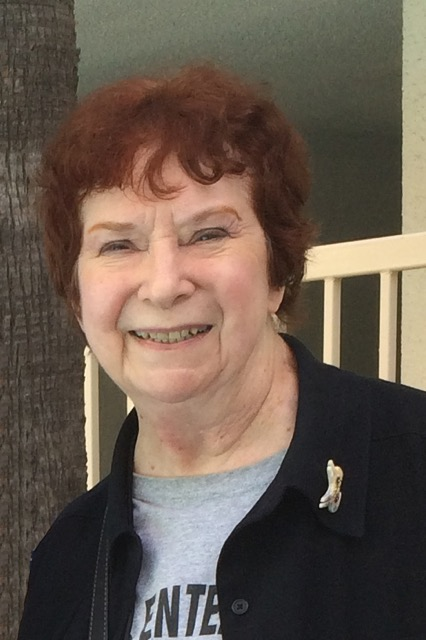
O roteiro do episódio foi escrito por D. C. Fontana

A história original foi concebida por Michael Halperin e continha um subenredo diferente envolvendo um problema com o núcleo de dobra de dilítio da USS Enterprise. A conferência diplomática foi adicionada pela roteirista D. C. Fontana quando a história foi desenvolvida em um roteiro. Fontana tinha anteriormente trabalhado em Star Trek: The Original Series e escrito o episódio "Journey to Babel". "Lonely Among Us" acabou sendo posteriormente comparado a "Journey to Babel", algo que a roteirista negou, afirmando que "Eu escrevi 'Journey to Babel' e escrevi este também, e acho que há uma diferença. Há uma delineação e separação definitivas aqui, tanto em intenção quanto em conteúdo". O diretor Cliff Bole comentou anos depois que não se lembrava muito do episódio, mas achou que o roteiro não era grande coisa, falando que "O assunto afeta o produto final. Há obviamente alguns programas melhores escritos". Este foi o primeiro episódio de Star Trek: The Next Generation dirigido por Bole.
O ator Colm Meaney fez sua segunda aparição em The Next Generation em "Lonely Among Us" como um alferes de segurança, porém foi apenas a partir da segunda temporada que seu personagem foi nomeado de Miles O'Brien e estabelecido como chefe do teletransporte; Meaney posteriormente se tornaria um membro do elenco principal de Star Trek: Deep Space Nine como O'Brien. Um ator que fez sua estreia em Star Trek neste episódio foi Marc Alaimo, que interpretou de forma não creditada um anticano anônimo, mas que no roteiro foi chamado de Badar N'D'D. Alaimo interpretou outros personagens diferentes em The Next Generation até conseguir o papel recorrente do cardassiano Dukat em Deep Space Nine. John Durbin interpretou o líder selay e depois apareceu como o cardassiano Lemec em "Chain of Command" da sexta temporada. Kavi Raz interpretou Singh, porém ele não estava disponível para refilmagens, assim em uma cena foi substituído por uma peruca em uma cadeira.

### Maquiagem
A equipe de produção apelidou os selays e anticanos de "cobras e cães". Ele foram criados pelo ilustrador Andrew Probert e pelo supervisor de maquiagem Michael Westmore, consistindo em adereços de cabeça completos e mãos para dois anticanos e cinco selays. Limitações de espaço fizeram com que os anticanos fossem criados internamente na Paramount Television, enquanto os selays foram terceirizados para que outro estúdio esculpisse a cabeça. Um molde da cabeça selay foi então criado e as peças sem pintura foram moldadas em látex e enviadas para Westmore finalizar. A intenção era que fossem moldadas em poliuretano, mas o primeiro lote ficou muito pesado.
Westmore teve tempo para recriar os moldes de duas cabeças selays com uma borracha de espuma macia, mas como cada uma demorava cinco horas para ser feita, não havia tempo suficiente para recriar todas as cinco. As versões mais pesadas das cabeças selay foram usadas por atores figurantes no fundo das cenas, porém Westmore descreveu essas maquiagens como bastante desconfortáveis para os atores. O único movimento facial permitido pela máscara anticana era os atores colocarem a língua para fora através da abertura da boca. "Lonely Among Us" foi a única grande aparição dos selays e anticanos, mas suas maquiagens continuaram a ser usadas para figurantes em outros episódios de The Next Generation e Deep Space Nine. Westmore repintou as máscaras selays antes de reusá-las para dar um visual mais tridimensional para as escamas.
Os uniformes de gala da Frota Estelar fizeram sua primeira aparição neste episódio. Foram baseados em uniformes da Marinha Real Britânica do século XVIII e foram ligeiramente alterados quando reapareceram na segunda temporada. A toca e monóculo cirúrgicos usados por Beverly Crusher só apareceram neste episódio.

### Música
A trilha sonora de "Lonely Among Us" foi composta por Ron Jones. O compositor criou um leitmotiv de quatro notas para a entidade da nuvem e seu efeito sobre a Enterprise, na maioria das vezes tocado com instrumentos eletrônicos. Jones adicionou outros elementos ao leitmotiv dependendo da ocasião, como um percussão para as cenas em que a entidade possui tripulantes e um arranjo sutil do tema de Star Trek de Alexander Courage para quando Picard e possuído. Ele também criou um outro leitmotiv para quando Picard tenta se comunicar com a Enterprise depois de se teletransportar para nuvem, inclusive tocando-o em oposição ao tema de Star Trek: The Motion Picture de Jerry Goldsmith. Jones posteriormente reexplorou esse leitmotiv no episódio "The Battle". Jones ficou insatisfeito com seu trabalho neste episódio, comentando que havia "muito mais eletrônicos e eu não estava feliz com o tom que estávamos fazendo" e que "era uma história sintética e eu a estava espelhando demais. Senti que elas meio que se anulavam".

## Repercussão

### Audiência
"Lonely Among Us" foi exibido pela primeira vez nos Estados Unidos por redifusão na semana que começou em 2 de novembro de 1987. Teve um índice Nielsen de 12,1, refletindo a porcentagem das residências que assistiram ao episódio. Foi um aumento em relação aos 10,5 de "Where No One Has Gone Before" na semana anterior.

### Crítica
Os produtores receberam várias cartas de telespectadores após a exibição do episódio criticando o aparente canibalismo dos anticanos. Keith R. A. DeCandido da Reactor achou o episódio desinteressante, dizendo que o subenredo dos representantes alienígenas era "principalmente bobagem" e que a maior parte da história era um "mistério fraco que em sua maior parte uma desculpa para Gates McFadden e Sir Patrick Stewart atuem de forma estranha e para Brent Spiner ser um Sherlock bobo". James Hunt da Den of Geek achou que a imitação de Spiner de Sherlock Holmes era "completamente brilhante", mas achou que o episódio no geral compartilhava muitos elementos dos episódios da terceira temporada de The Original Series, "Com isso quero dizer que parece barato e parece ter sido escrito por uma criança, em giz de cera amarelo".
O ator Wil Wheaton, intérprete de Wesley Crusher, avaliou o episódio décadas depois para a AOL TV, criticando o roteiro de Fontana e afirmando que na mesma época ela tinha aparecido em uma convenção para discutir como solucionar "O Problema Wesley". Ao reassistir o episódio, Wheaton achou que "talvez em vez de se sentar em painel falando mal de mim, D. C. Fontana poderia ter escrito diálogos inteligentes para mim e ajudado ela mesma a solucionar o 'problema Wesley'". Zack Handlen da The A.V. Club também criticou o subenredo os representantes alienígenas, que "combinado com o ritmo lento e uma série de cenas de diálogo que podem ser caridosamente descritas como 'desenvolvimento de personagem' (ou mais precisamente como 'preenchimento'), este é um episódio esquecível que mostra uma série ainda insegura de seus maiores pontos fortes".

## Mídia caseira
A primeira vez que "Lonely Among Us" foi disponibilizado em mídia caseira foi em 1 de abril de 1992 quando foi lançado no formato VHS nos Estados Unidos e Canadá. Foi lançado em LaserDisc no Japão em 10 de junho de 1995 como parte da coleção da primeira metade da primeira temporada. Foi lançado em DVD em 26 de março de 2002 como parte da coleção completa da primeira temporada. Foi remasterizado e lançado em Blu-ray em 24 de julho de 2012 como parte da coleção da primeira temporada.